# Devoll (huyện)
Devoll là một quận thuộc hạt Korçë, Albania. Quận này có diện tích 429 km² và dân số năm 2002 là 34744 người, mật độ 81 người/km².